# ورم كيسي دهني متعدد
الورم الكيسي الدهني المتعدد، ويعرف أيضاً باسم مرض تكيّس الجلد البشري،:781 هو ورم حميد، عبارة عن سيادة خلقية تؤدي إلى تكوّن كيسات عديدة في جسم الشخص. ويعتبر الورم الكيسي الدهني البسيط النظير الانفرادي لداء الورم الكيسي الدهني المتعدد.

## الأسباب والوراثة

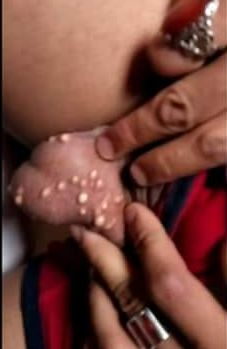

يرتبط ورم الكيس الدهني المتعدد بحدوث خلل في الجين كيراتين 17. يتوارث الخلل بطريقة جسمية قاهرة. وهذا يشير إلى أن الجين المصاب بالخلل المسؤول عن الاضطراب يتواجد في صبغي جسمي، ويكفي وجود نسخة واحدة فقط من هذا الجين للتسبّب بالاضطراب، عندما يتوارث من أحد الأبوين الذي يعاني من الخلل.
مع ذلك، قد تتطور حالة انفرادية في عائلة ليس لها تاريخ سابق مع الاضطراب بسبب حدوث طفرة (يشار لها عادةً باسم طفرة متفرقة عفوية).

## العلاج
يمكن إزالة الكيسات عن طريق الاستئصال، على الرغم من أن أساليب استئصال الكيسات التقليدية أثبتت أنها غير عملية، ثمة حاجة إلى نظام متخصص.